# Distretto di Llauta
Il distretto di Llauta è uno dei ventuno distretti della provincia di Lucanas, in Perù. Si trova nella regione di Ayacucho e si estende su una superficie di 482,07 chilometri quadrati.

Istituito l'8 aprile 1929, ha per capitale la città di Llauta; nel censimento del 2005 contava 1.573 abitanti.